# Rhadinaea laureata
Espèce
Synonymes
- Dromicus laureatus Günther, 1868
- Erythrolamprus grammophrys Dugès, 1888

Statut de conservation UICN

 LC  : Préoccupation mineure
Rhadinaea laureata  est une espèce de serpents de la famille des Dipsadidae.

## Répartition
Cette espèce est endémique du Mexique. Elle se rencontre dans les États du Jalisco, du Michoacán, du Morelos et dans le centre du Durango.

## Publication originale
- Günther, 1868 : Sixth account of new species of snakes in the collection of the British Museum. Annals and Magazine of Natural History, sér. 4, vol. 1, p. 413-429 (texte intégral).